# Charitovalgus keysseri
Charitovalgus keysseri är en skalbaggsart som beskrevs av Hauser 1904. Charitovalgus keysseri ingår i släktet Charitovalgus och familjen Cetoniidae. Inga underarter finns listade i Catalogue of Life.